# Кипріан (митрополит київський)
Кипріа́н (Кипріян, Киприян) (бл. 1330 — 16 вересня 1406) — святитель, митрополит Київський і всієї Русі, письменник, редактор, перекладач і книжник.

## Біографія

### Походження і початок служіння
За походженням болгарин. Свій шлях він почав у Болгарії, у Келифаревському монастирі Феодосія Тирновського, де зблизився з Євфимієм Тирновським. Імовірно, родич митрополита Григорія (Цамблака). З монастиря Кипріан пішов до Константинополя, потім на Афон, там познайомився з Філофеєм Коккіном — Патріархом Константинопольським (1353–1354, 1364–1376). Став згодом келійником Патріарха.
Близько 1373 року був посланий Патріархом Філофеєм у Литву і на Русь для примирення литовського і тверського князів із митрополитом всея Русі Олексієм.
9 березня 1374 року він був присутній у Твері на посвяті тверського єпископа Євфимія, потім із митрополитом вирушив до Переславля-Залєського, міста великого князя Московського. Кипріан запевнив святителя Олексія, що буде клопотати за нього в Константинополі, й одержавши багаті дарунки, із Залісся повернувся до Литви.

### Митрополит Київський, Руський і Литовський
У 1375 році, коли відновилася ворожнеча Литви і Москви, литовський князь Ольгерд відправив Кипріана з грамотою в Константинополь, у якій просив Патріарха посвятити Кипріана митрополитом Литовським, інакше погрожував просити собі митрополита в латинської Церкви.
Патріарх Філофей задовольнив прохання литовського князя і 2 грудня 1375 року звів Кипріана в сан Митрополита Київського й Литовського з правом на всю Русь після смерті Митрополита Олексія. Він мав титул «Митрополита Київського, Руського і Литовського», а згодом мав стати «Київським і всієї Русі». 6 червня 1376 року Кипріан прибув до Києва і звідти через послів марно намагався домогтися визнання свого права від московського князя, Новгорода і Пскова.

### Протистояння з Дмитром Донським
Улітку 1378 року (Митрополит Олексій помер 12 лютого 1378 року), списавшись з ігуменами Сергієм Радонезьким і Феодором Симоновським, Кипріан зробив спроби вступити у свої права спадкування. Але великий князь Дмитро Донський не захотів визнати Кипріана, оскільки мав свого кандидата на руську митрополію — Михаїла (Митяя). Кипріана не визнали в Москві, поглумилися й вислали за межі Московії. У відповідь Кипріан негайно (у червні 1378) наклав анафему, тобто відлучив Дмитрія від церкви та прокляв його та усіх, хто має відношення «к иманию, и запиранию, и бещестию, и хулению», а також тих, «хто покусится сию грамоту сжещи или затаити». Ображений до глибини душі, митрополит Кипріан повернувся знову до Києва й керував литовським духовенством.
Узимку 1378/1379 року Кипріан вирушив до Константинополя і пробув там до червня 1380 року. 1380 року, після смерті обраного великим князем кандидата Михаїла (Митяя), Кипріан був визнаний Митрополитом всієї Русі, але ненадовго.
Князь Дмитро Донський, змінивши після загибелі Мамая своє ставлення до Кипріана, навесні 1381 року викликав його з Києва до Москви.
Під час навали на Москву Тохтамиша (26 серпня 1382 року) митрополит і велика княгиня, які щойно повернулися з Новгорода, ледве встигли вибратися з міста, будучи при цьому пограбовані містянами. Кипріан вирушив до Твері, а звідти у Новгород. На початку жовтня Дмитро Донський викликав його з Твері до Москви й тієї ж осені вигнав через підозри союзу з Ольгердом. Засланого після повернення Пимена перевів із Чухломи, місця його заслання, спочатку у Твер, а потім на місце Кипріана до Москви.
1383 року митрополит Кипріан відбув до Константинополя на патріарший суд. Далека подорож виявилася даремною; за життя великого князя Дмитра він так і не зміг домогтися московської митрополії. Собор Патріарха Ніла поставив у Митрополити Київські і Великої Русі Пимена, за Кипріаном залишив звання Митрополита Малої Русі і Литви, а у випадку його смерті дав Пименові право поширити свою владу на Малу Русь і Литву і стати у такий спосіб митрополитом «Київським і всієї Русі». Тільки Собор 1389 року в Константинополі підтвердив права Кипріана як митрополита всієї Русі.
29 травня 1387 року Кипріан був посланий імператором Іоанном V Палеологом у Малу Русь із зобов'язанням повернутися протягом року.

### Митрополит Київський і всієї Русі
У лютому 1389 року патріарх Антоній скинув владимирського митрополита Пимена і відновив Кипріана у званні митрополита Київського і всієї Русі. 1 жовтня 1389 року Кипріан залишив Константинополь і, перепливши Чорне море (потрапив при цьому в бурю), через Білгород (Аккерман) і Київ, 6 березня 1390 року, повернувся до Москви.
Надалі Кипріан займався розмежуванням церковних і світських прав і володінь, намагався домогтися відновлення втраченого в 1385 році при Пимені митрополичого права на апеляційний суд у Новгороді.
Судячи з грамот Кипріана у Пскові, він домігся включення в церковні «багатоліття» на Русі імен візантійських імператорів (перебороти опір цьому великого князя йому допоміг своєю грамотою патріарх Антоній), а в синодник — такі ж, які проголошувалися в Константинополі, поминання захисників православ'я й накладання анафеми на єретиків.
26 серпня 1395 року, під час наближення до Москви Тамерлана, з ініціативи Кипріана з Володимира до Москви була перенесена ікона Богоматері Володимирської (Вишгородської), а потім, після відходу Тимура, на місці її зустрічі засновані церква і монастир Стрітення.
У 1398 році за порадою Кипріана московські князі послали у Візантію 20 тисяч карбованців, у відповідь на що одержали ікону «Спас в білоризицех», що поставили в церкві Благовіщення.
Митрополит Кипріан об'єднав під своєю владою Московську й Київську митрополії й увесь час святительства управляв одноосібно. Велику увагу Кипріан приділяв підвладним Литві і Польщі західним єпархіям, намагаючись зв'язати їх духовно зі східними. Щоб зберегти свій титул Митрополита Київського, тривалий час мешкав у Києві (1396–1397, 1404–1406), неодноразово зустрічався з литовським князем і польським королем.
Брав участь у Соборі, який засудив патріарха Константинопольського Макарія. Привів у православ'я трьох ханських вельмож. Приблизно наприкінці 1390-х років поширив свою духовну владу на Молдову, Волощину і Галичину.
Помер святитель 16 вересня 1406 року. Похований у Московському Успенському соборі.
27 травня 1472 року під час будівництва нового Успенського собору Московського Кремля на місці старого було виявлено гробницю митрополита Кипріана й знайдені його нетлінні мощі.

## Духовні праці
Збереглися три його послання до ігуменів Сергія і Феодора, з яких і відомо про його вигнання з Москви Дмитром Донським у 1378 році. Друге з них, написане відразу після вигнання, є публіцистичним твором, розрахованим на те, щоб читачі — під погрозою церковного відлучення — зберігали його і поширювали. У ньому Кипріан обґрунтовує свої права і піддає прокльонові князя Дмитра Івановича, якого проте продовжує розглядати як великого князя.
Уривок Кипріана «Від іншого послання про винних» належить до 1381 року (коли Дмитро Донський ненадовго прийняв Кипріана), або до 1390-х, коли Кипріан остаточно став Митрополитом Київським і всієї Русі. При останньому датуванні послання слова про «совращении» «от злобы на добро» батька адресата можливо віднести до великого князя Дмитра Івановича і зв'язати їх із натяком у «Слові о житьи и о преставленіи великого князя Дмитрія Івановича, царя русьскаго» на якесь скоєне тим зло. З «Словом» послання ріднить також кількаразове, майже настирливе величання тут адресата царем, а його володінь царством.
У тому ж 1381 році Кипріан створив «Службу митрополиту Петру», написавши при цьому, як її складову частину, свою редакцію «Житія митрополита Петра». У вуста Петра Кипріан уклав тут пророцтво про майбутню політичну велич Москви за умови підтримки нею православ'я. Як оповідання про чудо, зроблене Петром, Кипріан додав до Житія автобіографічне оповідання про свої поневіряння в Константинополі і про те, як — з чудесною допомогою Петра — він був прийнятий у Москві і зміг там зайняти колись належний Петрові престол Митрополитів всієї Русі.
До першого періоду перебування Кипріана Митрополитом у Москві повинні відноситися і його «Відповіді» ігуменові Афанасію, що стосуються монастирського життя.
Близько 1385–1386 років Кипріан написав лист, адресований, цілком ймовірно, Феодору Симоновському. У ньому він ставить адресата до відома, що відправляється до Царгорода, і виражає впевненість у швидкій перемозі над «лживым человеком и льстивым».
27 квітня 1387 року у константинопольському Студійському монастирі Кипріан закінчив переписувати «Ліствицю» Іоанна Синайського.
Очевидно, в останні роки свого життя Кипріан зробив незначні доповнення до свого «Житія митрополита Петра». Безсумнівний вплив Кипріана на місцеві і загальноруські літописи, що оживилися при ньому. З його ім'ям зв'язують, зокрема, завершений вже після його смерті (статтею 1408 року) Троїцький літопис.
Киприянові належить ряд літургіко-поетичних творів і перекладів таких добутків із грецької мови на слов'янську. При Кипріанові у східнослов'янську практику входить Учительне Євангеліє, Єрусалимський богослужбовий статут і літургія в редакції патріарха Філофея. Виправляв церковні обряди і книги, що доти притримувалися т. зв. студитського уставу, і пристосовував до нового — єрусалимського, який поширився в XIV столітті на Сході й серед слов'ян.
За чотири дні до смерті Кипріан продиктував Духовну грамоту, яку велів прочитати при своєму похованні.
При Кипріанові стала швидко збільшуватися у своєму складі за рахунок перекладів із грецької (часто південнослов'янських) східнослов'янська книжність; активізувалася монастирська колонізація новгородської півночі, церковне будівництво і прикраса церков на. На його час приходиться московський період творчості Феофана Грека і початок творчого шляху Андрія Рубльова. При Кипріанові була проведена реформа і деяка уніфікація церковного співу, музичної нотації і почався перехід літочислення з «березневого» року на «вересневий».

### Список творів
- Три послання до Сергія Радонезького і Феодора Симоновського
- Від іншого послання про винних (1381/1390-ті)
- Служба Митрополиту Петру (1381)
  - Житіє Митрополита Петра (1381, редакція)
- Відповіді ігуменові Афанасію (1381)
- Лист [Феодору Симоновському] (1385/1386)
- Літургіко-поетичні твори і переклади
- Духовна грамота (1406)

### Видання творів
- Прохоров Г. М. Повесть о Митяе: Русь и Византия в эпоху Куликовской битвы. Л., 1978;
- Прохоров Г. М. Гимны на ратные темы эпохи Куликовской битвы // ТОДРЛ. 1983. Т. 37. С. 186—304.